# Ons Leven
Ons Leven is een Vlaams tijdschrift van KVHV Leuven. Het werd opgericht in 1888 door Adelfons Henderickx en is het oudste nog bestaande studententijdschrift in de Lage landen; twee jaar ouder dan het Amsterdamse studententijdschrift Propria Cures. 

## Geschiedenis
Aan de oorsprong van Ons Leven ligt de strijd van de Vlaamse studenten om van het Algemeen Studentengenootschapbeter bekend onder zijn Franse naam Société Générale des Etudiants) een tweetalige vereniging te maken. In het academiejaar 1887-88, tijdens de campagne voor de bestuursverkiezingen van het ASG, werden de Vlaamse studenten (die een Vlaamsche Strijdersbond hadden opgericht, door de West-Vlamingen "Vlaamsche Karre" genoemd) heftig aangevallen in verschillende Franstalige studentenblaadjes zoals Pif-Paf, Cri-cri, Le Spitz, Le Type en vooral in het Waalse vlugschrift Protestation. De Vlaamsgezinden werden er afgeschilderd als gevaarlijke vaderlanders en slechte katholieken, die de eenheid in gevaar zouden brengen. 
Op 24 januari 1888 weerklonk op de Grote Markt en in de Universiteitshallen het geroep: "Achetez Le Flamingant, à dix centimes!" Dit nieuwe blaadje nam het met kalmte en waardigheid op voor de Vlaamse studenten en schreef onder meer: "Qu'exigent donc les flamingants à Louvain? L'égalité et rien que l'égalité à la Société Générale des Etudiants." De opstellers ervan waren twee Vlaamse studenten: Henderickx en Seraf Lambrechts, plus Alexis Pouillon, een uit Marseille afkomstige Fransman die onder invloed van André Sermon de zijde van de Vlaamsgezinden had gekozen. 
Deze Franstalige Flamingant was de voorloper van Ons Leven. De bijval kon niet schitterend genoemd worden, want de opstellers hadden er bijna de 25 frank sponsoring van de Vlaamsche Penning te Antwerpen bij ingeschoten. Zij hadden nog juist genoeg over om een Jack-Op te gaan drinken in De Hertog Jan (vergelijk de Oude-Rolderklacht: "Waar zijn zij die voor het Werchters bier hun laatste cent verdronken?"). Toch had dit eerste experiment moed en hoop gegeven en waren velen van mening dat het noodzakelijk was om in Leuven over een eigen Vlaams studentenblad te beschikken. 
Henderickx zette zich tijdens de zomervakantie aan het werk en bereidde helemaal alleen het eerste nummer voor van een studentenblad dat om de veertien dagen te Leuven zou verschijnen en de naam Ons Leven zou dragen. Hij liet het op 300 exemplaren drukken bij A. Meulemans-Depreter aan de Muntstraat. Zo verscheen het eerste nummer van Ons Leven op 15 oktober 1888. Het had het uitzicht van een krantje, was 27,5 cm lang en 18,5 cm breed en kostte 10 centiemen per nummer of 2 frank per academiejaar. De ondertitel luidde: Tijdschrift der Lovensche Studenten (tot 1950). Op de voorpagina werd de strekking van het blad als volgt uitgedrukt: "Wij zijn christenen, Nederlanders, volksjongens, studenten." 
Uit de omschrijving van dit standpunt blijkt hoe vooruitstrevend Henderickx was: we zijn christenen (niet katholieken, de naam van de toenmalige regerende partij in België, maar iets anders voor Vlaanderen), we zijn Nederlanders (Vlaanderen ligt in de Zuidelijke Nederlanden en we spreken dezelfde taal), volksjongen (niet alleen maar een academische elite, maar voor de verheffing van ons volk). 
Van dit eerste nummer werden er zestig exemplaren verkocht, zodat de opbrengst 6 frank bedroeg (minus het percentage voor de verkopers). Hoewel het drukken 20 frank kostte, gaf Henderickx de moed niet op en vergaderde met een aantal mensen op zijn studentenkot aan de Oude Markt: de geestjes Sencie en Eduard Luytgaerens (later monseigneurs) Hendrik Priem, Aloïs van de Vyvere (de latere minister), André Sermon, Jozef Verachtert en Frans Meeus. Een tweede nummer werd voorbereid, op een groter formaat (43 cm bij 30 cm), maar op minder goed papier. Het verscheen op 29 oktober 1888 en werd ingeleid door een hooggestemd artikel van Leonidas (Leo Bruyninckx, de latere volksvertegenwoordiger en burgemeester van Dendermonde), die betoogde dat het eerste nummer een reusachtige bijval had gekend. Van dit tweede nummer werden er 40 exemplaren verkocht. Het bankroet was nabij. Om het pasgeboren blad van de ondergang te redden, werd de jacht op abonnementen ingezet. De medewerkers trokken van kot naar kot om inschrijvingen te verzamelen en sukkelden moedig verder tot het blad leefbaar was. Zij kregen ook een toelage van de Nederduytsche Bond te Antwerpen. Op het einde van het eerste bestaansjaar (8 juni 1889) kon de redactie schrijven: "Ons doel is bereikt: wij hebben een tolk gesticht voor de moedige Vlaamsche jongelingschap van Leuven. Waar de Fransche taal overheerschend was, hebben wij onze taal geschreven, onze taal doen klinken." 
Na relletjes in 1909 verschenen er in Ons Leven scherpe artikels van de hand van de student Ernest Claes. Het blad werd verboden en Claes weggezonden. Dit laatste vocht Lodewijk Scharpé met succes aan bij de rectorale raad. Ons Leven bleef echter clandestien verder verschijnen.
Door de jaren heen is Ons Leven altijd verschenen, behalve tijdens de Eerste Wereldoorlog, toen Leuven platgebombardeerd was door de Duitsers en de Vlaamse studenten aan het IJzerfront vochten (er verscheen toen wel één nummer in 1916: Hoogstudent aan den Yser) en van 1942 tot 1944 (er was al papiergebrek en het blad werd daarna verboden door de Duitse bezetter, die het op zijn heupen kreeg van de Heel-Nederlandse en antinazi-Duitse strekking van het blad). Vanaf de oprichting in 1902 van het Vlaamsch Verbond is het altijd het blad van KVHV-Leuven geweest. Lange perioden verscheen het zelfs als weekblad. Later, in de jaren 80 en 90, verscheen het als maandblad met een oplage van ongeveer 4000 exemplaren, voor studenten in vooral Leuven, maar ook in Gent, Antwerpen, Aalst, Oostende, Mechelen, Kortrijk en Brussel. In 1988-1989 werd het honderdjarig jubileum feestelijk gevierd met grote herdenkingsactiviteiten en een lustrumboek. In 2002 viel de oplage dramatisch terug tot een tweehonderdtal exemplaren en werd het blad tweemaandelijks.

## Hoofdredacteuren
Enkele bekende hoofdredacteuren van Ons Leven waren:
- 1888-1890: Adelfons Henderickx
- 1900-1901: Lodewijk Dosfel
- 1901-1908: Jef Van den Eynde
- 1909-1910: Ernest Claes
- 1929-1930: Willem Melis
- 1940-1941: Herman Wagemans
- 1941-1942: Remi Piryns
- 1958-1959: Wilfried Martens
- 1965-1966: Walter De Bock
- 1966-1967: Ludo Martens
- 1993-1994: Bart De Wever
- 1995-1996: Erik Stoffelen